# Hooverphonic
Gli Hooverphonic sono un gruppo musicale belga formatosi a Sint-Niklaas nel 1995.

## Storia

### L'esordio:A New Stereophonic Sound Spectacular

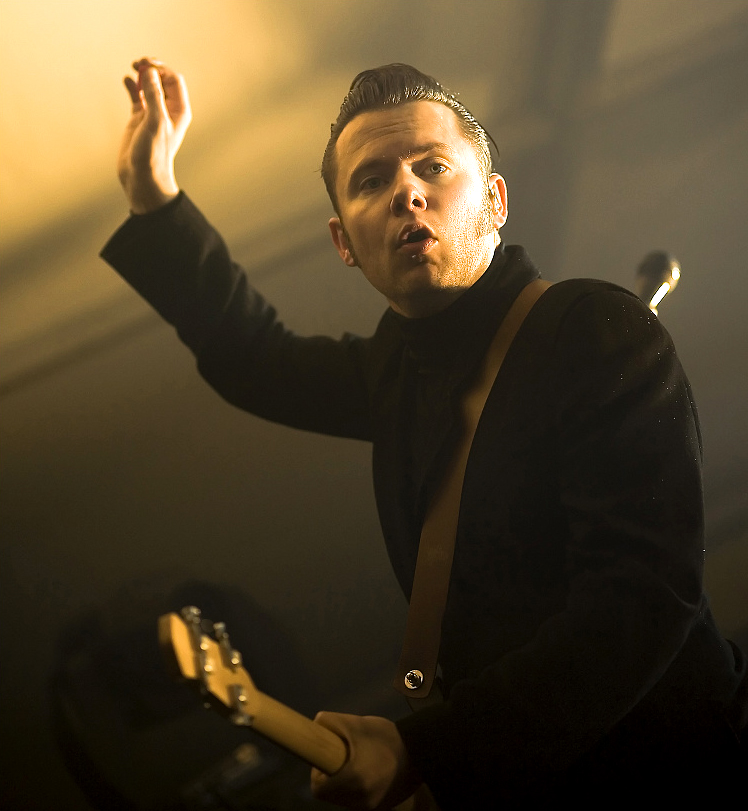
Il compositore Alex Callier, fondatore degli Hoover (poi Hooverphonic) nel 1991

Nel 1991 il polistrumentista e compositore belga Alex Callier fonda gli Hoover, con la collaborazione del chitarrista Raymond Geerts, del tastierista Frank Duchêne e della cantante Esther Lybeert. Pochi anni dopo Lybeert decide di lasciare il gruppo e viene sostituita da Liesje Sadonius nel 1995, anno in cui il gruppo firma il suo primo contratto discografico con la Sony Music.
Nel 1997 il gruppo pubblica il primo album, A New Stereophonic Sound Spectacular, preceduto dall'uscita del singolo 2 Wicky che ottiene un buon successo e viene incluso nelle colonne sonore dei film Io ballo da sola di Bernardo Bertolucci e So cosa hai fatto di Jim Gillespie. L'album di esordio è caratterizzato da un sound elettronico con riferimenti al genere trip hop.
Nello stesso anno il gruppo sceglie di cambiare nome a causa dell'omonimia con l'azienda statunitense di elettrodomestici, ribattezzandosi Hooverphonic, e si separa amichevolmente da Sadonius rimpiazzandola provvisoriamente con Kyoko Bartsoen, già vocalist dei Lunascape, per i concerti programmati nel corso dell'anno. Infatti il gruppo partecipa a diverse date in Europa, tra cui quelle dei Massive Attack e dei Morcheeba, e negli Stati Uniti, seguendo l'intero tour della cantautrice Fiona Apple.

### L'arrivo di Geike Arnaert:Blue Wonder Power MilkeThe Magnificent Tree
Il gruppo decide comunque di cercare la sostituta definitiva di Sadonius, optando per la diciottenne fiamminga Geike Arnaert, con la quale incidono il secondo album in studio, Blue Wonder Power Milk, anticipato dall'EP Battersea e dai singoli This Strange Effect e Club Montepulciano, che riscuote un discreto successo in Nord Europa e Stati Uniti.

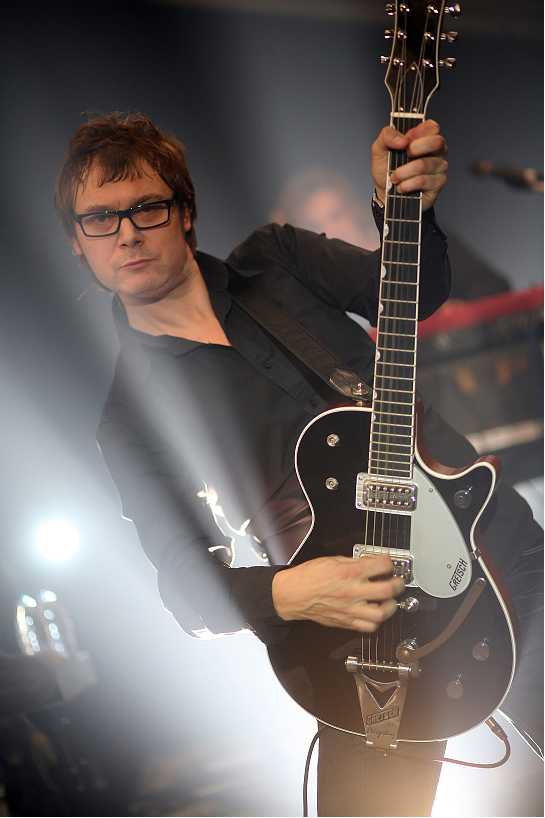
Il chitarrista Raymond Geerts, cofondatore degli Hooverphonic

La formazione degli Hooverphonic subisce un ulteriore cambiamento dopo l'abbandono del tastierista Frank Duchêne, andando così a definire il trio che raggiungerà la cima delle classifiche europee con il singolo Mad About You, primo estratto dal terzo album pubblicato nel 2000, The Magnificent Tree.
Nello stesso anno, alla band viene proposto di scrivere una canzone per il campionato d'Europa 2000 organizzato congiuntamente da Belgio e Paesi Bassi, e la cui apertura è in programma a Bruxelles: nasce Visions, un brano di 11 minuti, con cui la band si esibisce alla cerimonia di apertura dell'evento sportivo seguita da più di un miliardo di persone.
Nel 2001 vengono invitati a partecipare al Rock Werchter al fianco di artisti quali Coldplay, Goldfrapp, Sigur Rós e PJ Harvey, di fronte a una folla di 500.000 persone, e si esibiscono in festival estivi come il Cornetto Music Festival, l'Heineken Jammin' Festival, il Roskilde Festival, il Pistoia Blues Festival, l'Hultsfred Festival e il Festivalbar.

### Jackie CaneeSit Down and Listen to Hooverphonic
Nel 2002 viene pubblicato il quarto album in studio, Hooverphonic Presents Jackie Cane, che narra la tragica storia di Jackie Cane, una celebrità fittizia che compariva anche nell'omonimo singolo presente nel precedente The Magnificent Tree. L'anno successivo la band decide d'incidere una raccolta contenente una selezione dei brani più significativi, pubblicando Sit Down and Listen to Hooverphonic, album live in semiacustico contenente una cover di Lee Hazlewood e un paio di inediti.

### No More Sweet MusiceBest Of

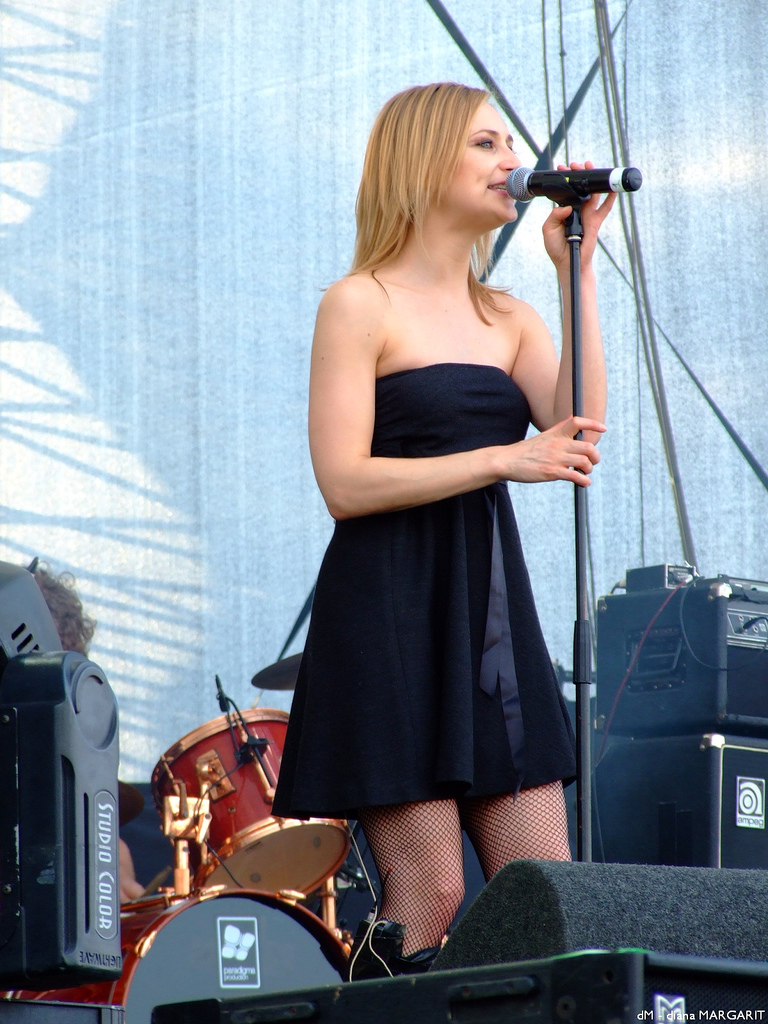
Geike Arnaert, voce degli Hooverphonic dal 1997 al 2008 e di nuovo dal 2020

In seguito al tour, la band ritorna a comporre e nella prima metà del 2005 incide il suo quinto disco in studio, No More Sweet Music, un doppio album contenente nuovi brani in versione originale e gli stessi remixati da Callier. L'album ottiene il secondo disco d'oro.
Segue un tour tra il 2005 e il 2006 che toccherà per lo più il Nord Europa e la penisola balcanica, e vi è la seconda partecipazione al Rock Werchter per la sua 30ª edizione.
Nel novembre 2006 la band pubblica la sua prima raccolta, Singles 96-06, contenente tutti i singoli in ordine più o meno cronologico; per la promozione di questo disco si ricorre a un quarto singolo, We All Float, estratto dall'album precedente. Questo progetto segna l'epilogo della decennale collaborazione tra la Columbia e la band.

### Dalla nuova etichetta all'abbandono di Arnaert
Nella primavera del 2007 la band alterna le registrazioni in studio del nuovo album alle varie performance live del club tour celebrativo dei dieci anni di carriera, nel quale ritornano alle origini riproponendo tutti i brani del primo album A New Stereophonic Sound Spectacular in chiave elettronica originale. La lavorazione del disco vede la conclusione a metà estate ma la band non ha ancora un contratto discografico per poter affrontare una release.
Ai primi di settembre la casa discografica PIAS annuncia l'inizio della collaborazione con gli Hooverphonic, inaugurata dall'imminente album The President of the LSD Golf Club. Frattanto nel maggio di quell'anno era partito il tour europeo che aveva toccato buona parte dell'est e del centro del continente, per poi fermarsi e riprendere dopo l'estate, in vista di nuovi concerti nella penisola iberica e nei continenti sopracitati.
Nell'ottobre 2008 gli Hooverphonic ufficializzano i pettegolezzi che volevano la fuoriuscita di Arnaert dalla formazione. Nell'occasione Callier annuncia che si sarebbero tenute diverse audizioni per selezionare una nuova voce atta a rinfrescare l'immagine del gruppo, segnando di fatto l'inizio di una nuova era per il gruppo belga.

### Gli anni di Noémie Wolfs:The Night Before, Anger Never DieseReflection

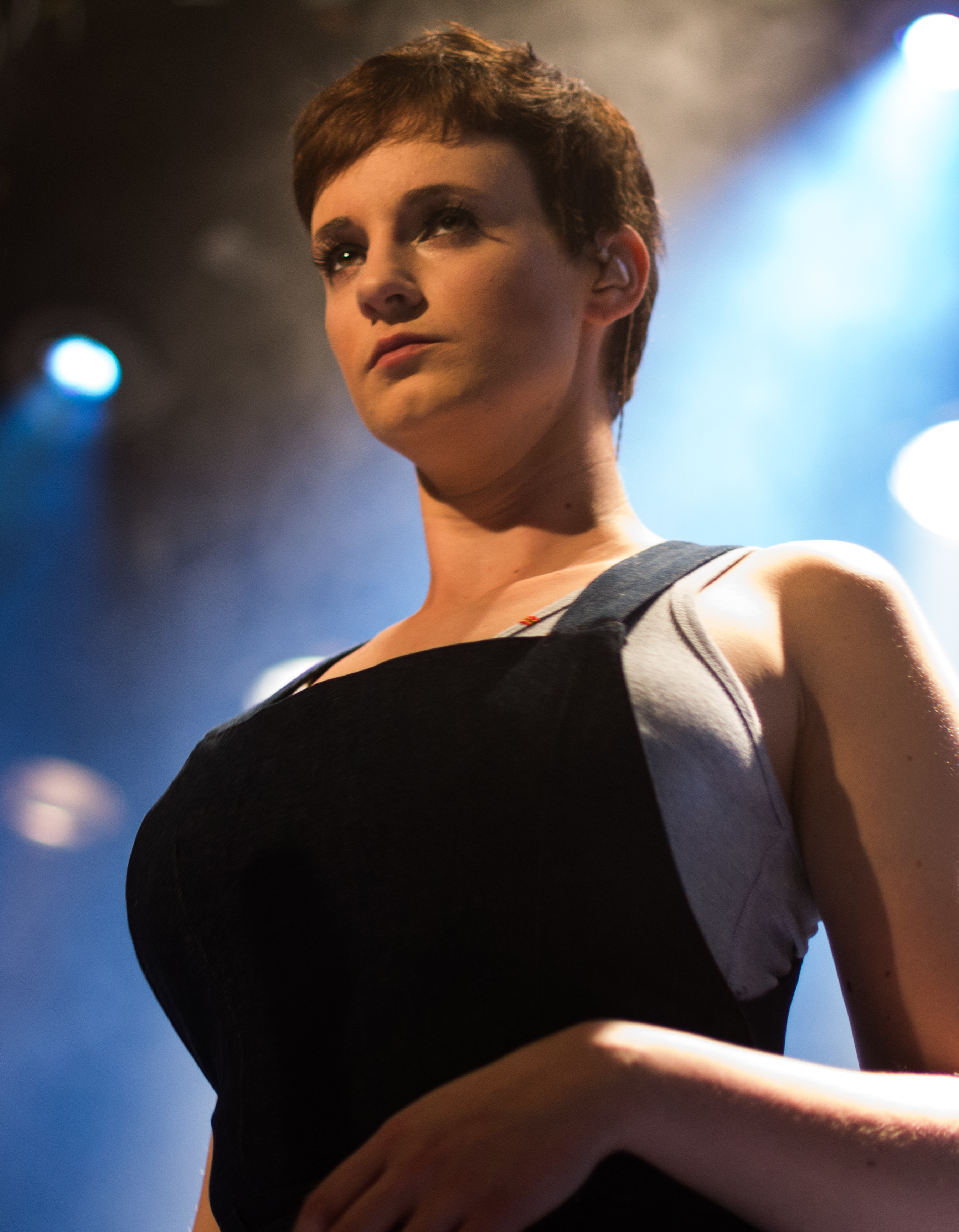
Noémie Wolfs, voce degli Hooverphonic dal 2010 al 2015

Il 4 novembre 2010 gli Hooverphonic presentano la loro nuova cantante, Noémie Wolfs, a pochi giorni dall'annuncio dell'uscita del singolo The Night Before. Il 6 aprile 2011 il gruppo ottiene il disco di platino per le 20 000 copie vendute di The Night Before, un risultato mai raggiunto prima da un singolo della band.
Con Wolfs scrivono un altro successo, Anger Never Dies, un brano che ha avuto molto successo non solo in Belgio, ma che raggiunge le prime posizioni anche nelle classifiche italiane.
Nel 2013 pubblicano il loro ottavo album, Reflection, accompagnato dal singolo Amalfi. Il 26 marzo 2015 gli Hooverphonic annunciano il prossimo addio di Wolfs dalla band.

### L'interregno di Luka Cruysberghs, il ritorno di Arnaert
Nell'aprile 2018 gli Hooverphonic presentano come nuova cantante la diciassettenne belga Luka Cruysberghs, vincitrice di The Voice of Flanders 2017 (versione belga-fiamminga di The Voice) e di cui Callier era stato coach durante il programma.

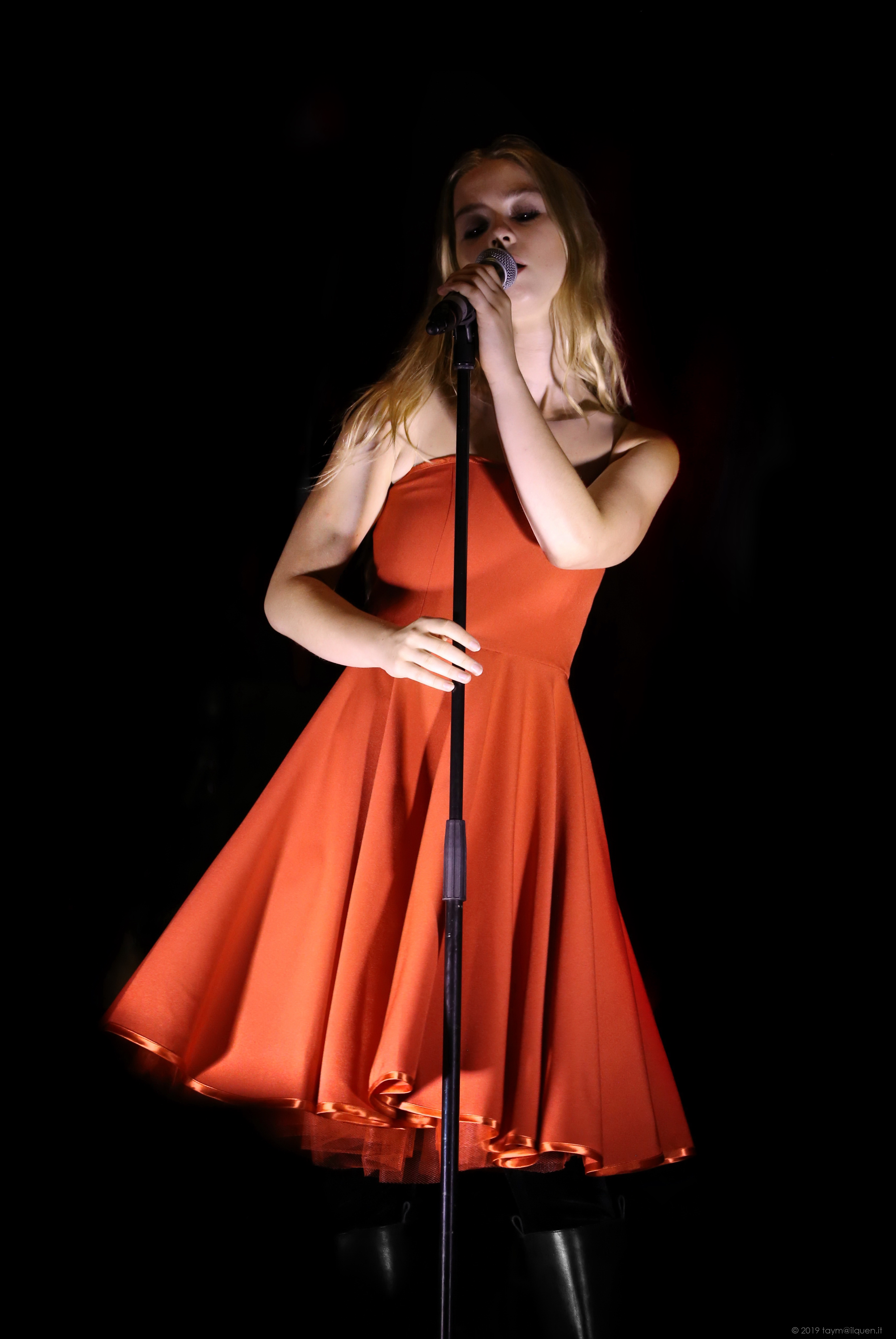
Luka Cruysberghs, voce degli Hooverphonic dal 2018 al 2020

Il 1º ottobre 2019 l'emittente radiotelevisiva fiamminga VRT ha confermato di aver selezionato internamente il gruppo come rappresentante del Belgio all'Eurovision Song Contest 2020 di Rotterdam: il loro brano, intitolato Release Me, è stato pubblicato il 17 febbraio 2020. Nonostante l'annullamento dell'evento due mesi prima a causa della sopraggiunta pandemia di COVID-19, il gruppo viene riconfermato per rappresentare la propria nazione  all'edizione 2021.
Il 9 novembre 2020 la band ufficializza a sorpresa il ritorno della storica vocalist Geike Arnaert, pubblicando nell'occasione una nuova versione di Mad About You nel ventennale della canzone; nello stesso giorno Cruysberghs annuncia il proprio ritiro dalla band. L'abbandono di Cruysberghs non lascia indifferenti i fan che scatenano diverse polemiche, tra cui anche il padre della cantante che riserva parole molto pesanti, in particolare a Callier, per l'accaduto.

### L'Eurovision Song Contest 2021 eHidden Stories
Il 4 marzo 2021 gli Hooverphonic presentano The Wrong Place, il loro nuovo brano eurovisivo; per l'occasione al casinò di Sint-Niklaas, città d'origine della band, viene allestita una mostra in loro onore, intitolata "Mad About Hooverphonic".
Poco tempo dopo, il 13 aprile, viene preannunciato il loro undicesimo album, Hidden Stories, uscito il successivo 7 maggio. All'Eurovision Song Contest, dopo essersi qualificati dalla prima semifinale, gli Hooverphonic si sono esibiti nella finale eurovisiva a Rotterdam, dove si sono piazzati al 19º posto su 26 partecipanti con 74 punti totalizzati.

## Formazione

### Formazione attuale
- Alex Callier - basso, tastiera (1995-presente)
- Raymond Geerts - chitarra (1995-presente)
- Geike Arnaert - voce (1997-2008, 2020-presente)

### Ex componenti
- Esther Lybeert - voce (1995-1996)
- Frank Duchêne - tastiera (1995-1998)
- Liesje Sadonius - voce (1996-1997)
- Kyoko Baertsoen - voce (1997)
- Noémie Wolfs - voce (2010-2015)
- Luka Cruysberghs - voce (2018-2020)

## Discografia

### Album in studio
- 1996 - A New Stereophonic Sound Spectacular
- 1998 - Blue Wonder Power Milk
- 2000 - The Magnificent Tree
- 2002 - Hooverphonic Presents Jackie Cane
- 2005 - No More Sweet Music/More Sweet Music
- 2007 - The President of the LSD Golf Club
- 2010 - The Night Before
- 2013 - Reflection
- 2016 - In Wonderland
- 2018 - Looking for Stars
- 2021 - Hidden Stories
- 2024 - Fake Is The New Dope